# Liste der Monuments historiques in Poinson-lès-Fayl
Die Liste der Monuments historiques in Poinson-lès-Fayl führt die Monuments historiques in der französischen Gemeinde Poinson-lès-Fayl auf.

## Liste der Immobilien
| Bezeichnung      | Beschreibung            | Standort                  | Kennzeichnung | Schutzstatus | Datum | Bild |
| ---------------- | ----------------------- | ------------------------- | ------------- | ------------ | ----- | ---- |
| Friedhofskreuz   | aus dem 16. Jahrhundert | Place de la Mairie (Lage) | PA00079185    | Inscrit      | 1929  |      |
| Kirche St-Martin | ab dem 14. Jahrhundert  | Place de la Mairie (Lage) | PA00079186    | Inscrit      | 1925  |      |

## Liste der Objekte
| Bezeichnung                      | Beschreibung                                                                                   | Standort                       | Kennzeichnung | Schutzstatus | Datum | Bild |
| -------------------------------- | ---------------------------------------------------------------------------------------------- | ------------------------------ | ------------- | ------------ | ----- | ---- |
| Hauptaltar                       | Altartisch und Schnitzretabel; Holz, farbig gefasst und vergoldet, Anfang des 18. Jahrhunderts | in der Kirche St-Martin (Lage) | PM52001112    | Classé       | 1964  |      |
| Triumphkreuz                     | Holz, farbig gefasst, 17. Jahrhundert                                                          | in der Kirche St-Martin (Lage) | PM52001115    | Classé       | 1966  |      |
| Skulptur Heiliger Rochus         | Holz, farbig gefasst und vergoldet, 17. oder 18. Jahrhundert                                   | in der Kirche St-Martin (Lage) | PM52001117    | Classé       | 1970  |      |
| Skulptur Heiliger Antonius       | Stein, farbig gefasst, Ende des 15. Jahrhunderts                                               | in der Kirche St-Martin (Lage) | PM52001113    | Classé       | 1966  |      |
| Skulptur Madonna mit Kind        | Holz, farbig gefasst und vergoldet, 16. Jahrhundert                                            | in der Kirche St-Martin (Lage) | PM52001114    | Classé       | 1966  |      |
| Skulptur eines heiligen Bischofs | Holz, farbig gefasst, 18. Jahrhundert                                                          | in der Kirche St-Martin (Lage) | PM52001116    | Classé       | 1970  |      |
| Kirchenfenster Pietà             | aus dem 16. Jahrhundert                                                                        | in der Kirche St-Martin (Lage) | PM52001118    | Classé       | 1970  |      |